# Hello! I,Radio
『Hello! I,Radio』（ハロー!アイレディオ）はラジオ日本で2016年10月3日から2020年9月25日まで放送されたラジオの生ワイド番組。放送時間は月曜 - 木曜 9:00 - 11:40、金曜 9:00 - 11:00。

## 概要
この番組は、『この番組を聴いて気持ちのいい一日に!』をこの番組のコンセプトとし、ターゲットを今までの中年男性層から女性層に変更し時事とバラエティが並ぶ平日午前中に生活情報と音楽を「落ち着いた女性目線」で送るもの。
月曜から木曜は、「身近なポジティブ情報」を伝えながら、「心地良くテンションのあがる音楽」を送るほか、「様々なジャンルで活躍する女性」を取り上げて、「“がんばる女性”を応援」する番組を目指す。また、金曜日には週末情報を「元気な曲」と共に送る。
基本構成は新旧洋楽を中心にした選曲で音楽を流し随所にテーマのファックス、メールを紹介。歌謡曲・懐メロ、オールディーズ、演歌は一切流さず邦楽も金曜を除いてリクエストによる2、3曲程度である。
2020年9月25日をもって終了。金曜の楽生と瀬名は次番組SWEET!!FRIDAYに引き続き出演する。

## パーソナリティ
- 月曜-木曜：栗原美季
- 金曜：三遊亭楽生(2017年12月29日〜)、瀬名葉月(2020年7月3日〜)

### 過去
- 瀧口俊介（元ラジオ日本アナウンサー 2017年12月22日放送分まで）
- かえひろみ(2017年4月1日夏江紘実から読み方同じのひらがなに改名 2020年6月26日放送分まで)

## タイムテーブル
- 9:00 - オープニング、メールとFAXのテーマ紹介
- 9:25 - ラジオショッピング（月曜 - 木曜）
- 9:30 - 交通情報
- 9:35 - 週末イベント情報（金曜）
- 9:45 - アナタの隣の働く女神（月曜 - 木曜）
  - 一問一答形式で自分の仕事を紹介するコーナー。
- 9:55 - ラジオ日本ニュース、天気予報
- 10:00 -
- 月曜 - 木曜 - あなたとティータイム（2018年4月 -）
- 金曜 - 週変わり企画
- 10:10 - ゲストコーナー
  - 木曜は映画紹介。
  - 金曜 - 瀬名のバズる曲紹介
- 10:30 - ラジオ日本交通情報
- 10:55 - エンディング（金曜）
- 11:00 - ラジオ日本ニュース
- 11:05 - みんなの健康ラジオ（木曜）
- 11:15 - 交通情報
- 11:20 - go to 2020
- 11:35 - エンディング（月曜 - 木曜）

### 過去
- 室井雅也の韓国野球を観に行こう!（放送開始 - 2017年11月）
- 八木沼純子の海・風・空の散歩道（月曜 - 木曜、2017年10月 - 2019年3月）
- 日野デュトロお仕事応援隊（水曜、2019年6月 - 8月）
- 日テレイチ押しチョイス!（放送開始 - 2019年3月、4月以降は不定期で入る。）
- かおるのお肉と野菜を楽しく食べよう（2017年1月 - 2019年9月、2017年4月 - は「なんて素敵なベジライフ」に改題）
- 夏江ナビドライブ (放送開始-2020年6月26日)